# Вайсенфелс
Вайсенфелс (на немски: Weißenfels) е град в Саксония-Анхалт, Германия, с 40 398 жители (2015).
Намира се на река Зале между Хале/Заале (36 km) и Йена (48 km), 41 km югозападно от Лайпциг.
През 1657 – 1746 г. Вайсенфелс е резиденция на херцозите на Саксония-Вайсенфелс и е собственост на странична линия на Албертинските Ветини.